# 金子道仁
金子 道仁（かねこ みちひと、1970年2月20日 - ）は、日本の政治家、牧師、元外交官。日本維新の会所属の参議院議員（1期）。兵庫維新の会代表。

## 来歴
横浜市磯子区出身、2023年時点では兵庫県川辺郡猪名川町在住。
栄光学園中学校・高等学校を経て1992年3月に東京大学法学部を卒業。大学在学中に実家が教会の、後に妻となる人物と出会い、クリスチャンの洗礼を受ける。
在学中に外交官試験I種に合格し、1992年から1998年まで外務省条約局法規課、在スペイン日本大使館などで勤務した。
リバイバル聖書神学校の通信教育で神学を学び、1998年11月より妻の実家である猪名川町の宗教法人グッド・サマリタン・チャーチの牧師を務め、2000年4月より光の子どもクリスチャンスクール（フリースクール）の副校長、2010年より社会福祉法人グッド・サマリタン理事長、2013年より単位通信制高等学校の相生学院高等学校猪名川校の校長をそれぞれ務める。
牧師という立場での国政挑戦について複数の政党に意向を伝えていたところ、候補者を公募していた日本維新の会から擁立の打診があり、2022年7月10日投開票の第26回参議院議員通常選挙に日本維新の会の比例区候補者として立候補し初当選を果たした。
2024年11月24日、兵庫維新の会代表の片山大介参議院議員が、前月の第50回衆議院議員総選挙や、11月の兵庫県知事選挙の結果を踏まえ、同年末での辞任を表明。12月22日、片山の辞任に伴う兵庫維新の会代表選挙が行われ、金子が門隆志兵庫県議を破り新代表に選出された（金子71票、門26票）。任期は2025年1月1日から2年。

## 政策・主張

### 外交・安全保障
- 日本国憲法の改正に賛成。憲法9条を改正して自衛隊を明記すべき[6][7][8][9]。
- 緊急事態条項の項目を憲法に創設することに賛成[6][8]。
- 日米関係の強化に賛成[7]。
- ロシアのウクライナ侵攻を受けたロシアへの制裁はより強めるべき[6][7][9]。
- 中国とはより強い態度で臨むべき[6][7]。
- 日韓関係の強化には賛成[7]だが、韓国政府は日本に対し対立する問題で譲歩すべき[6]。
- 普天間飛行場の名護市辺野古への移設にどちらかと言えば反対[6]。
- 防衛費を今後どうしていくべきかとの質問には「無回答」[6][7][8][9]。
- 「敵基地攻撃能力」の保有に賛成かとの質問には「無回答」[6][8][9]。

### 経済
- 岸田内閣が掲げる「新しい資本主義」を評価しない[6]。
- アベノミクスは評価するが、修正すべき[6]。
- 消費税率を10%から引き下げるべき[6]。
- 原子力発電所は当面は必要だが将来的には廃止すべき[6][8]。
- 格差是正より経済成長を重視すべき[7]。

### 社会
- 選択的夫婦別姓制度の導入にどちらかと言えば賛成[8][9]。
- 同性結婚の合法化に反対[6][8][9]。
- 海外からの難民受け入れは増やすべき[9]。
- 緊急避妊薬を、薬局で処方箋をなしで販売できるようにすることへの賛否を問う質問には「無回答」[6][9]。
- 女性天皇・女系天皇の賛否を問う質問には「無回答」[6][7][8][9]。

## 人物
- 家族は妻、4男4女[1]。また、双方の両親も近所で暮らす大家族である[1]。
- 維新の衆院議員・遠藤良太（福音交友会和泉聖書教会）と交友関係がある。(実際、金子氏の義母で同じくグッドサマリタンチャーチの牧師である青木由美子氏も福音交友会出身である。)
- 2023年イスラエルのガザ侵攻の最中の2023年12月3日、金子はハーベスト・タイム・ミニストリーズ代表の中川健一、イスラエル支援団体「ブリッジ・フォー・ピース」元理事のスティーブンス栄子ら、日本のプロテスタント諸派関係者と共にイスラエルのギラッド・コーヘン駐日大使の公邸を訪問した。イスラエル大使館側はこの訪問に対して「コーヘン大使はイスラエルを代表し、その揺るぎない支援の姿勢に感謝の意を示しました」としている。クリスチャントゥデイが報じている[10]。

## 選挙歴
| 当落 | 選挙                     | 執行日         | 年齢 | 選挙区       | 政党         | 得票数    | 得票率 | 定数 | 得票順位 /候補者数 | 政党内比例順位 /政党当選者数 |
| ---- | ------------------------ | -------------- | ---- | ------------ | ------------ | --------- | ------ | ---- | ------------------ | ---------------------------- |
| 当   | 第26回参議院議員通常選挙 | 2022年07月10日 | 52   | 参議院比例区 | 日本維新の会 | 3万6944票 | 0.47%  | 50   | 6/26               | 6/8                          |